# Супиков, Вадим Николаевич
Вадим Николаевич Супиков (род. 1 июня 1961, Ленинград) — председатель Законодательного собрания Пензенской области седьмого созыва. 
Кандидат педагогических наук, доктор социологических наук (2005 г., тема диссертации — «Спорт как социальный институт в системе управления качеством жизни»), профессор.
Почетный президент Федерации бокса Пензенской области, кандидат в мастера спорта по боксу и каратэ.
Ветеран труда. «Заслуженный работник кооперации Пензенской области». 

## Биография
Вадим Николаевич Супиков родился 1 июня 1961 года в городе Ленинграде.
В 1977 году в возрасте 16 лет работал слесарем на Пензенском заводе вычислительных электронных машин. С 1980 года — слесарь механосборочных работ на Пензенском приборостроительном заводе. 
С 1983 года — тренер-инструктор по борьбе карате общества «Труд», инструктор по учебно-спортивной работе, директор детско-юношеской спортивной школы физкультурно-спортивного общества «Урожай», председатель спортивного клуба Пензенского государственного педагогического института имени В. Г. Белинского.
В 1988 году окончил Белорусский институт физической культуры (г. Минск) по специальности «Физическая культура и спорт», получил квалификацию «преподаватель-организатор физкультурно-оздоровительной работы и туризма».
В 1980-е годы познакомился с начальником Пензенского грузового автотранспортного предприятия № 2 Василием Бочкарёвым. В 1991 году Бочкарёв было назначен главой администрации Железнодорожного района Пензы.
В 1992 году Вадим Супиков назначен директором ГУП «Центральный рынок Пензенской области», располагавшегося в центре Пензы в Железнодорожном районе. 
В 1994 году окончил Пензенский кооперативный техникум по специальности «Организация коммерческой деятельности в потребкооперации», получил квалификацию «коммерсант».
В апреле 1998 года Василий Бочкарёв был избран главой администрации Пензенской области.
11 февраля 2001 года состоялись выборы депутатов Пензенской городской думы 3 созыва. Вадим Супиков баллотировался в одномандатном округе № 10. Был избран депутатом.
В 2001 году окончил Пензенский государственный университет по специальности «Юриспруденция».
В 2002 году ГУП «Центральный рынок Пензенской области» было преобразовано в ГУП «Пензенская областная агропромышленная корпорация», при этом Супиков сохранил должность генерального директора.
14 апреля 2002 года в состоялись выборы депутатов Законодательного собрания Пензенской области 3 созыва. Супиков баллотировался по избирательному округу № 1, набрал 60,77 % голосов и был избран депутатом на следующие 5 лет. В заксобрании Пензенской области 3 созыва занимал должность председателя постоянной комиссии по законодательству и вопросам права. При этом он сохранил мандат депутата Пензенской городской думы 3 созыва до декабря 2004 года. 
С 2004 года — руководитель фракции «Единая Россия». В июле 2004 года политолог Анатолий Бодров заявлял, что цель Супикова — замещение губернатора Василия Бочкарева на выборах 2007 года. Также Вадим Супиков неоднократно заявлял о своих претензиях на выборную должность мэра Пензы.
В 2004 году окончил Пензенскую государственную сельскохозяйственную академию по специальности «Экономика и управление аграрным производством».
2 декабря 2007 года в состоялись выборы депутатов Законодательного собрания Пензенской области 4 созыва. Супиков вновь баллотировался по избирательному округу № 1 как кандидат от партии «Единая Россия». На тот момент по-прежнему работал генеральным директором ГУП Пензенской области «Пензенская областная агропромышленная корпорация». Вновь был избран депутатом на следующие 5 лет. В заксобрании Пензенской области 4 созыва (2007—2012) — вице-спикер, председатель постоянной комиссии по государственному строительству и вопросам местного самоуправления. Входил в состав президиума законодательного собрания Пензенской области. Руководитель фракции «Единая Россия». Член президиума Совета руководителей фракций партии «Единая Россия» в органах законодательной власти Российской Федерации. Возглавлял координационный совет по взаимодействию фракций «Единая Россия» в представительных органах муниципальных образований Пензенской области.
В 2009 году избран президентом областной общественной организации «Федерация бокса Пензенской области», коротая входит в Федерацию бокса России. Занимал должность до 27 февраля 2020 года, когда президентом избрали судью АИБА Юрия Черникова После этого Супикова в организации называют «почётным президентом».
В апреле 2010 года партия «Единая Россия» в ходе процедуры наделения полномочиями губернатора Пензенской области представила президенту РФ Дмитрию Медведеву трёх кандидатов, одним из которых был заместитель председателя заксобрания Пензенской области Вадим Супиков. Другими были председатель правительства Пензенской области Ольга Атюкова и действующий губернатор Пензенской области Василий Бочкарёв. Медведев продлил полномочия Бочкарёва.
В июле 2011 года участвовал в праймериз «Единой России» в Пензенской области, которые партия проводила к выборам в Государственную думу совместно с Общероссийским народным фронтом.
14 октября 2012 года в состоялись выборы депутатов Законодательного собрания Пензенской области 5 созыва. Супиков вновь избран депутатом.
В 2015 году ГУП «Пензенская областная агропромышленная корпорация» было преобразовано в ОАО «Пензенская областная агропромышленная корпорация», а в 2016 году — в АО «Пензенская областная агропромышленная корпорация». 
10 сентября 2017 года в состоялись выборы депутатов Законодательного собрания Пензенской области 6 созыва. Вновь баллотировался по избирательному округу № 1 как кандидат от партии «Единая Россия». На выборах получил 71,84 % голосов избирателей — первый результат по одномандатным округам города Пензы. Избран депутатом. В заксобрании Пензенской области 6 созыва (2017—2022) — председатель комитета по государственному строительству и вопросам местного самоуправления.
В 2019—2020 году прошел профессиональную переподготовку в Дипломатической академии МИД России по программе «Мировая политика». С 2021 года — заместитель председателя Законодательного собрания Пензенской области.
11 сентября 2022 года в состоялись выборы депутатов Законодательного собрания Пензенской области 7 созыва. Супиков вновь баллотировался по избирательному округу № 1 как кандидат от партии «Единая Россия». Списки кандидатов были выдвинуты 4 июля. Получил большинство голосов (75,53 %) и был избран депутатом. Всего «Единая Россия» получила 32 мандата из 36. После распределения мандатов кандидатура Супикова на должность председателя законодательного собрания была одобрена президиумом регионального отделения «Единой России» и членами фракции «Единая Россия» в законодательном собрании. 20 сентября на должности руководителя фракции его сменил Сергей Мельников. 21 сентября 2022 года на первом заседании депутатов 7 созыва Супиков избран председателем законодательного собрания. 
В пензенском региональном отделении «Единой России» — заместитель секретаря регионального отделения партии по работе с депутатами и депутатскими объединениями Пензенского регионального отделения партии «Единая Россия».

## Признания и награды
- Орден Александра Невского[9]
- Орден Почета
- Орден Дружбы
- Почетный знак Совета Федерации ФС РФ «За заслуги в развитии парламентаризма»
- Почетный знак Государственной Думы ФС РФ «За заслуги в развитии парламентаризма»
- Почетная грамота Совета Федерации ФС РФ
- Почетная грамота Государственной Думы ФС РФ
- Почетная грамота Министерства сельского хозяйства РФ
- Благодарность Президента РФ
- Медаль Анатолия Кони Министерства юстиции РФ
- Медаль «За боевое содружество» МВД РФ
- Медаль Петра Лесгафта «За заслуги в спортивной науке и образовании».
- Орден Святого Благоверного Даниила Московского III степени
- Орден православной церкви Преподобного Сергия Радонежского III степени
- Орден «За заслуги перед Пензенской областью» I степени
- Орден «За заслуги перед Пензенской областью» II степени
- Орден «За заслуги перед Пензенской областью» III степени
- Медаль ордена «За заслуги перед Пензенской областью»
- Почётный знак «Во славу земли Пензенской»
- Памятный знак «За заслуги в развитии города Пензы»
- Почётное звание Пензенской области «Заслуженный работник потребительской кооперации Пензенской области»

По результатам исследования Института региональной политики, начиная с 1998 года, Супиков В. Н. неизменно входит в первую десятку списка тридцати самых влиятельных людей Пензы и Пензенской области, занимает лидирующие позиции в рейтингах признания и влияния в структуре политической и деловой элиты региона.